# Liophidium therezieni
Liophidium therezieni är en ormart som beskrevs av Domergue 1984. Liophidium therezieni ingår i släktet Liophidium och familjen snokar. Inga underarter finns listade i Catalogue of Life.
Artens utbredningsområde är Madagaskar. Den har tre från varandra skilda populationer på öns norra sida. Habitatet utgörs av lövfällande torra skogar samt av gränsområdet mellan torra och fuktiga skogar. Honor lägger ägg.
Beståndet hotas av skogarnas omvandling till odlingsmark, skogsbruk och svedjebruk. IUCN kategoriserar arten globalt som sårbar.